# Normalita
Normalita (z lat. normalis, vyměřený úhelnicí, pravidelný) v sociologii vystupuje především jako protiklad anomie, jako stav, kdy jednotlivci, skupiny či celá společnost přiměřeně respektují ustavené systémy hodnot a norem.
Podobně jako v psychologii lze normalitu chápat v užším smyslu jako pouhou absenci úchylky, či v širším smyslu jako výraz optimálního stavu organismu či systému. I když se různé kultury ve svém pojetí normálního a nenormálního výrazně liší, žádná z nich nebývá ochotna tolerovat výraznější odchylky od svého vlastního standardu. V tomto smyslu se k sobě přibližuje statisticky funkční a normativní význam normality.
Za anomickou můžeme naopak označit tu společnost, které chybí normalita buď ve smyslu statistickém (příliš velký počet členů překračuje platné normy), nebo ve smyslu funkčním (existující formy působí kontraproduktivně, rozkládají systém, místo aby ho pomáhaly udržovat), či konečně ve smyslu normativním (normy dané společností nejsou v souladu s našimi vlastními normami a hodnotami).
Zaměňování a směšování různých významů normality bývá doprovodným rysem ideologického myšlení. Tak například egocentrismus nahrazuje funkční pojetí normality normativním, zatímco konzervativní funkcionalismus má tendenci zaměňovat normalitu statistickou normalitou funkční. Obecně lze optimální míru normality sociálního systému umístit do prostoru ohraničeného na jedné straně stavem anomickým, na straně druhé terorem zbytnělé sociální či státní kontroly.

## Vymezení normality
Nejznámější vymezení normality:
- Statistické pojetí – Soulad jedince nebo skupiny s většinou. Vymezení normality je závislé na četnosti nebo intenzitě posuzovaných projevů. Využívá se především, když lze společenský jev kvantifikovat.

- Sociokulturní pojetí – Hodnocení normy je sociokulturně podmíněno. Za normální bývá považováno to, co je v dané společnosti a kultuře obvyklé. Může docházet ke stereotypním postojům k jevům, se kterými nemá daná společnost zkušenost.[3]

- Funkční pojetí – Platné normy a jejich následování přispívá ke stabilitě společnosti a naplňování jejích potřeb. Normální je to, co umožňuje optimální fungování jedince či skupiny ve společnosti. Normalita je v tomto pojetí takový stav, kdy systém plní svoji funkci. Opakem je nenormálnost, která znamená dysfunkčnost, i když se může vyskytovat často – např. alergie.[4]

- Mediální pojetí – Normy vychází z médií, která určují standardy. Média si mohou vybrat, jaký budou mít na lidi vliv – mohou vzdělávat, informovat, nebo působit negativně.[3]

- Normativní pojetí – Jevy, které odpovídají předem stanovené normě. Normální je žádoucí a správné; nenormální je nežádoucí a nepřijatelné.) Normy celospolečenské jsou v souladu s normami jedinců v dané společnost. Určení toho, co je a není normální se může v jednotlivých společnostech lišit.[4]

## Určení normality
V psychopatologii je normalita zjišťována:
- subjektivně – vlastním odhadem jedince
- sociálně – názorem sociálního okolí
- z hlediska psychiatrické diagnostiky – přítomností nebo nepřítomností psychopatologických symptomů
- statisticky – kvantitativní odchylkou od statistické normy
- funkčně – podle projevů, jednání člověka v dané situaci